# Krung Thep Aphiwat Central Terminal
Der Krung Thep Aphiwat Central Terminal (thailändisch สถานีกลางกรุงเทพอภิวัฒน์) ist der Hauptbahnhof von Bangkok, der Hauptstadt Thailands.

## Geschichte
Der ursprüngliche Hauptbahnhof von Bangkok, der 1916 gebaute Bahnhof Hua Lamphong, war für den heutigen Betrieb zu klein und an seinem Standort nicht erweiterbar. So wurde weiter außerhalb, am Nordrand der Innenstadt von Bangkok auf dem Gelände des vorhandenen Bahnhofes Bang Sue, ein neuer Hauptbahnhof – zunächst unter der Bezeichnung Bang Sue Grand Station – errichtet, der im Oktober 2022 die Bezeichnung Krung Thep Aphiwat Central Terminal Station erhielt. Die Altanlage war zugleich der einzige Rangierbahnhof Thailands. Dieser besaß einen Ablaufberg mit vier Gleisbremsen sowie 24 Richtungsgleise.
Der neue Hauptbahnhof ging stufenweise in Betrieb. 2021 nahmen mit den SRT Red Lines zwei neue Vorortlinien, den Betrieb auf. (Dunkelrote Linie & hellrote Linie) An seiner Ostseite wurde ein neuer Güter- und Abstellbahnhof errichtet. Am 19. Januar 2023 eröffnete der Bahnhof dann endgültig auch im Fernverkehr und ersetzte neben dem alten Hauptbahnhof zugleich die beiden Bahnhöfe im Stadtteil Bang Sue.

## Betrieb
Die Aphiwat Central Terminal Station vernetzt Schienenpersonenfernverkehr und ÖPNV. Mit 26 Gleisen ist sie die größte in einem ASEAN-Mitgliedsstaat. Der Personenbahnhof ist ein Durchgangsbahnhof. Er besitzt vier Ebenen: UG für die U-Bahn, EG die klimatisierte Bahnhofshalle, E1 für Standardzüge in Meterspur mit 12 Bahnsteigen, die außerdem von den zwei S-Bahn-Linien (SRT Red Line) genutzt werden sowie E2 mit 10 Normalspurbahnsteigen die künftig durch die Hochgeschwindigkeitszüge im Rahmen des Thai-Chinese High-speed Rail Project genutzt werden. Der Güter- und Abstellbahnhof ist jedoch kopfförmig, die Prellböcke befinden sich an seinem südlichen Ende. Am 19. Juli 2024 ging die durchgehende Zugverbindung nach Laos zum Bahnhof Vientiane (Kamsavath) in Betrieb.

## Galerie

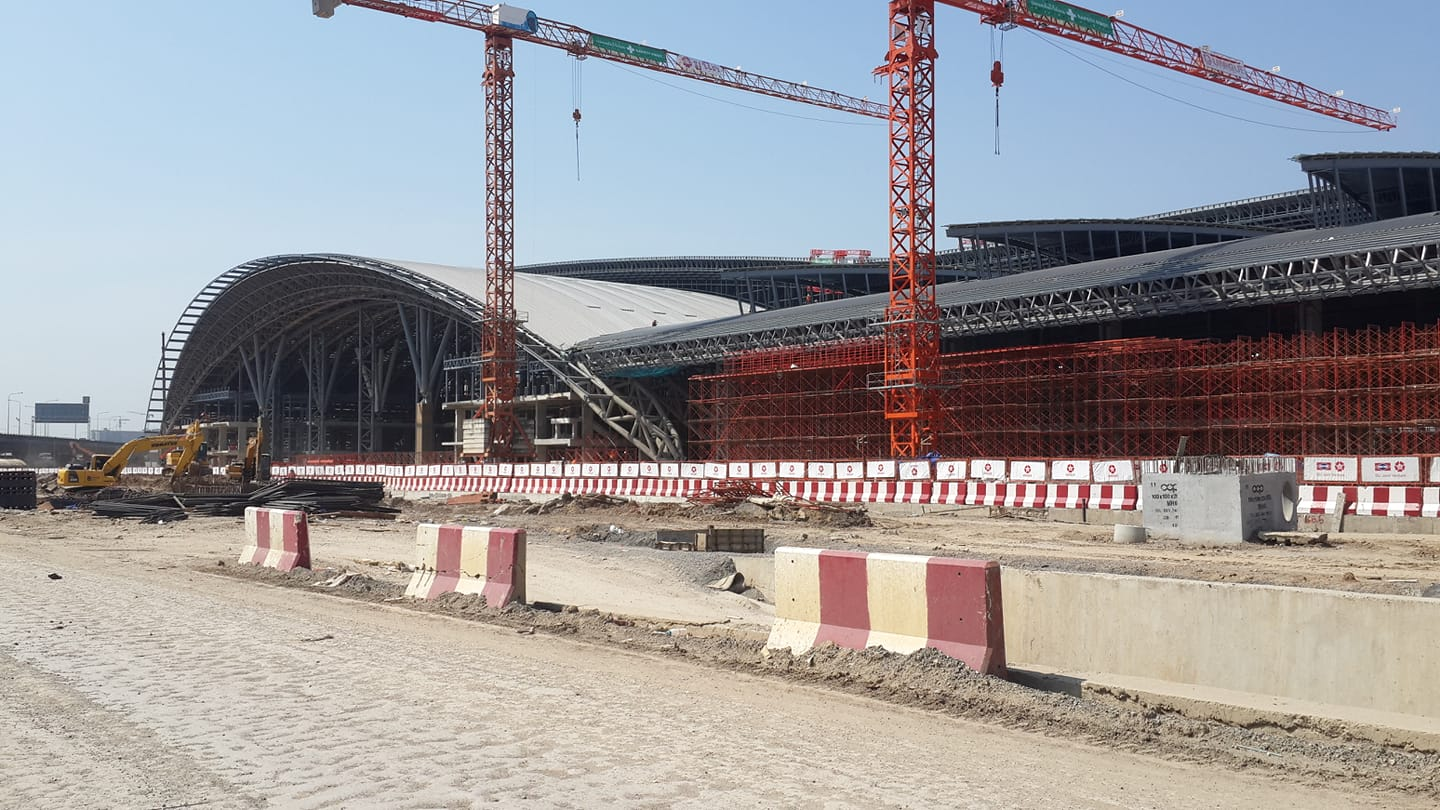
Bauarbeiten im Dezember 2019
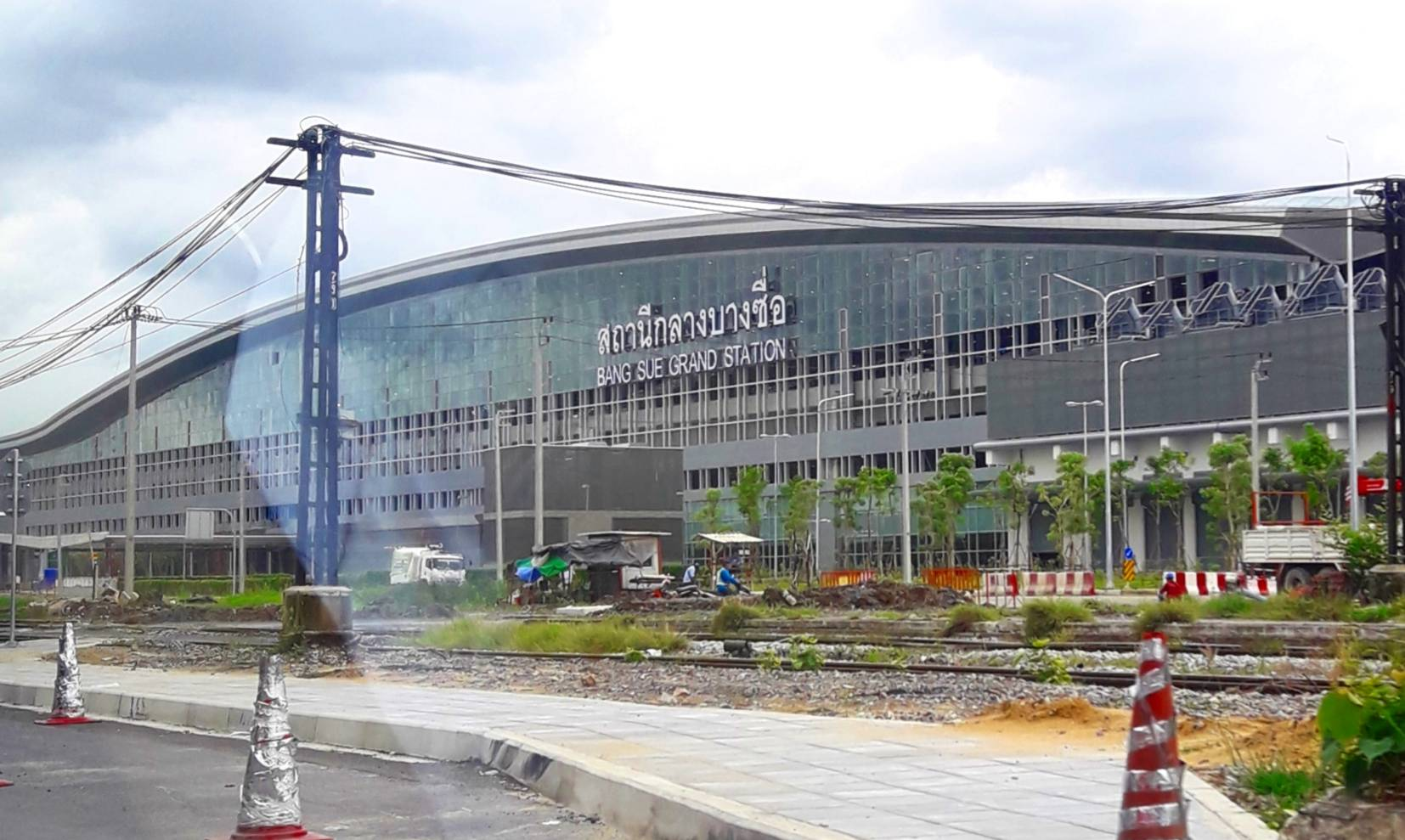
Blick von der „Bang Sue Junction railway station“ im Juni 2020
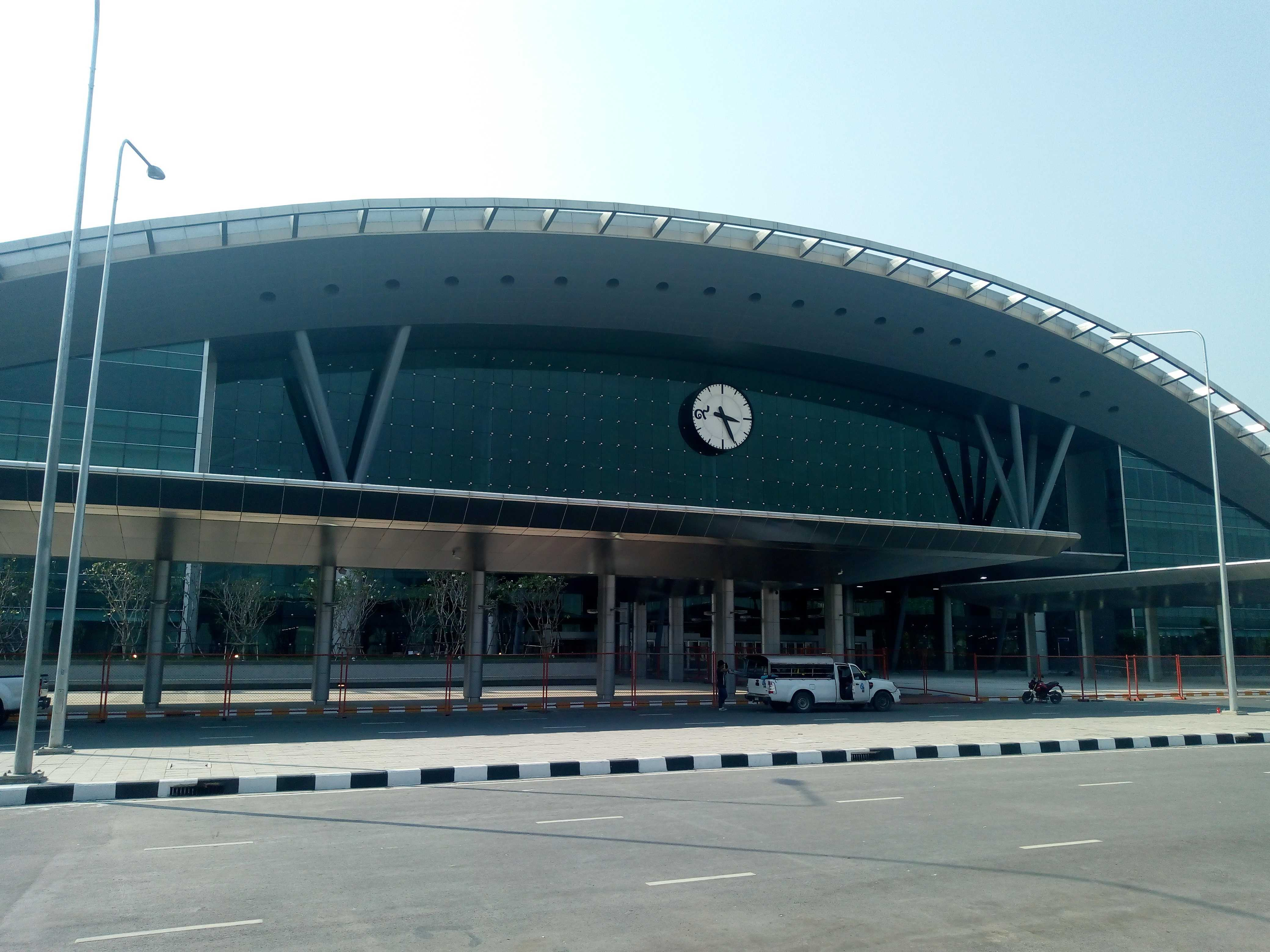
Bahnhof im Februar 2021
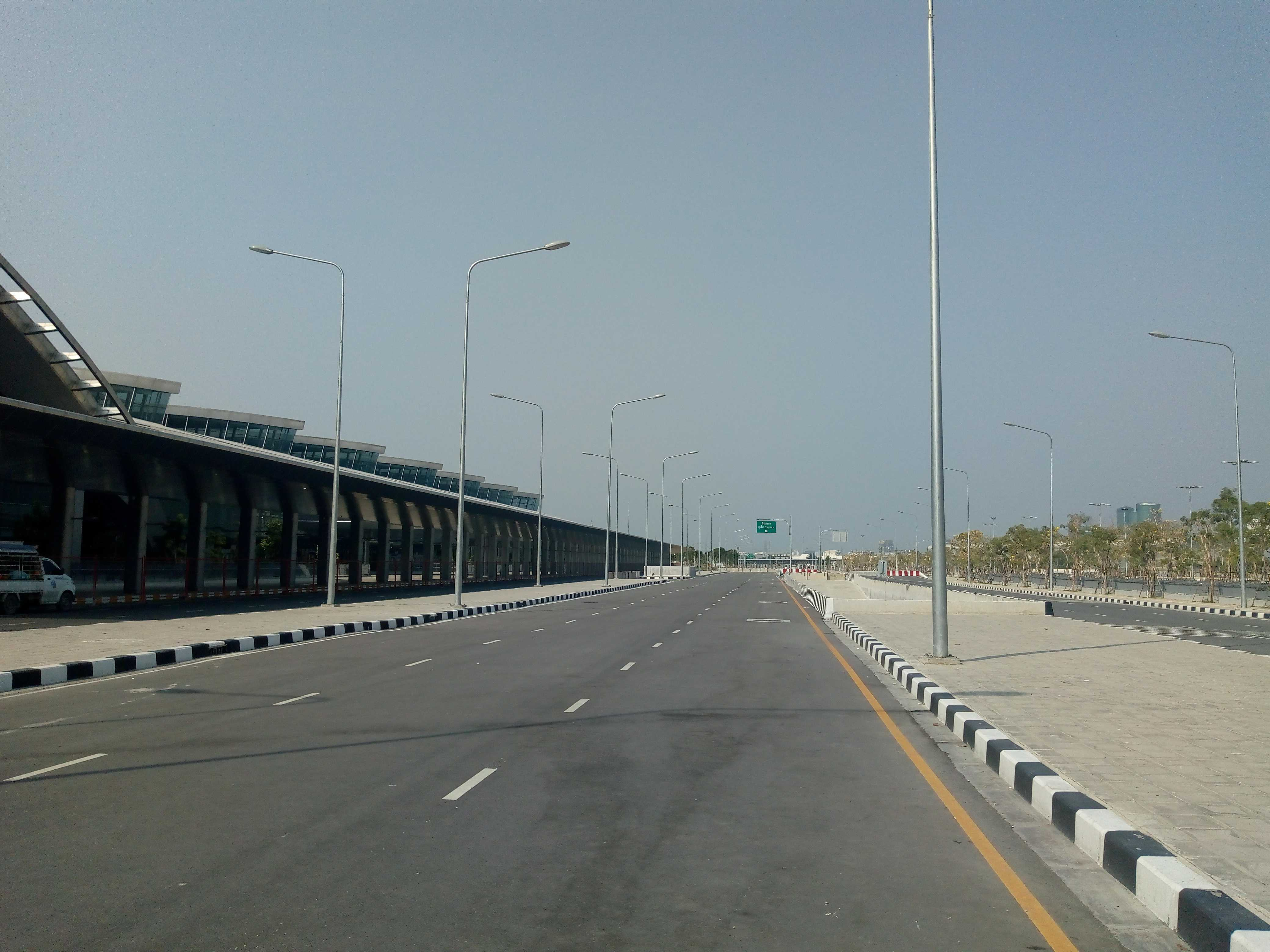
Neue Straße entlang der neuen Station
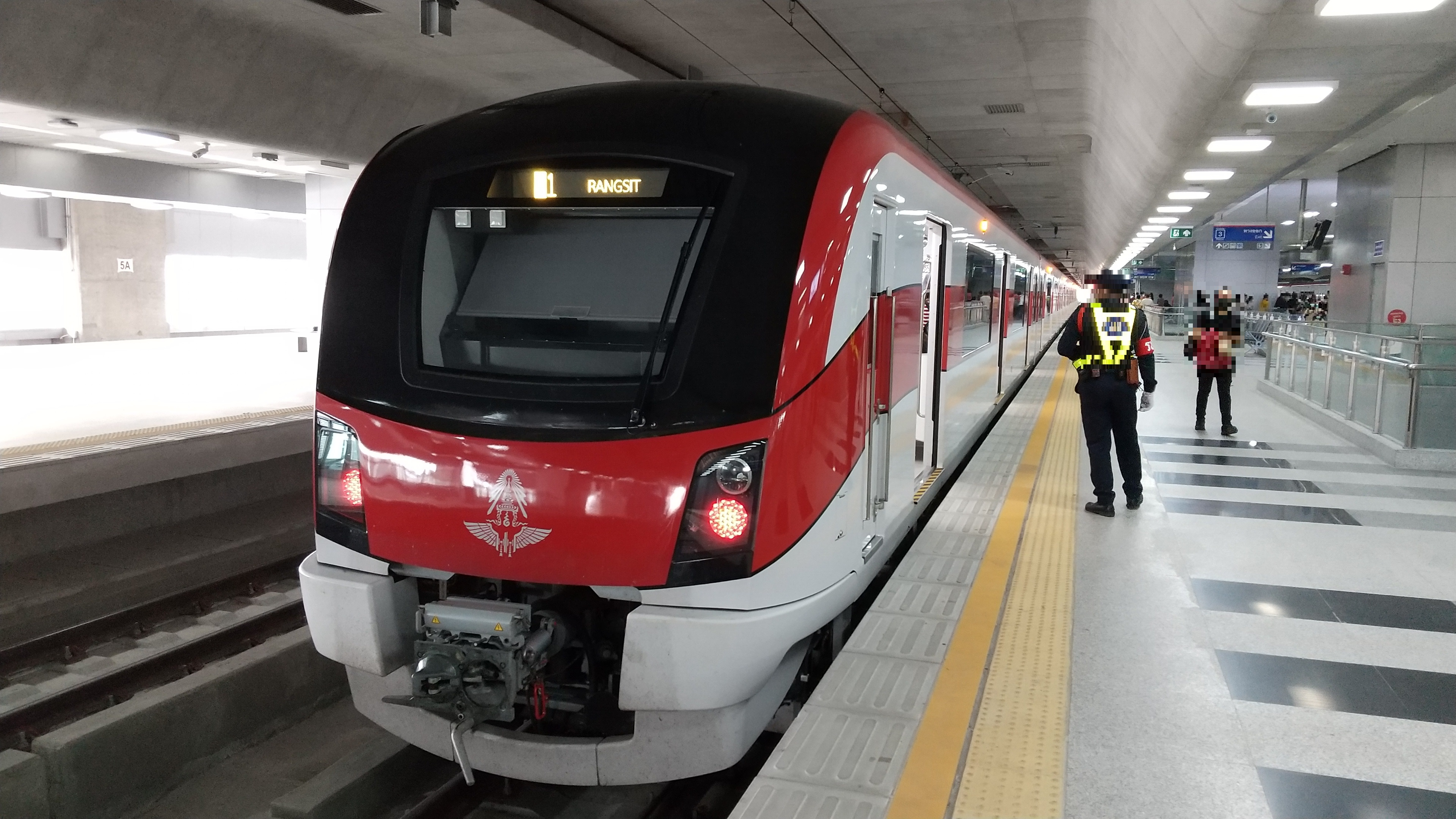
Neue S-Bahn-Linie „SRT Dark Red Line“
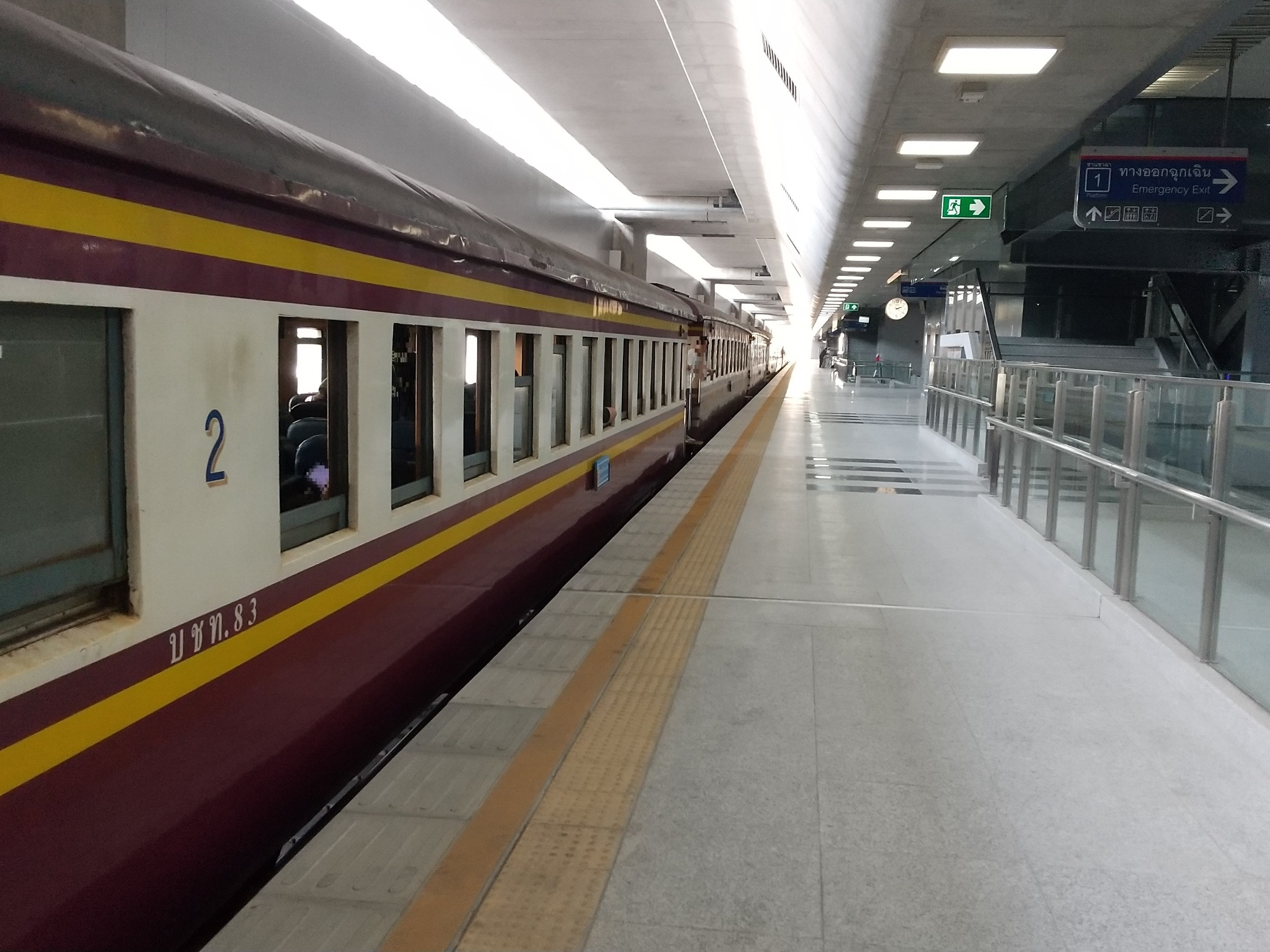
Standardzug in Meterspur in der ersten Etage